# 陳緣督
陈缘督（1902年—1967年），原名煦，字缘督，号梅湖，是一位中國近代畫家，湖社成員。他信仰天主教，並曾取名路加（Lukas Chen Hs），並開創了以國畫手法繪製基督教宗教題材作品的先河。

## 生平
陈缘督為廣東梅縣人，17嵗隨金北樓學畫，1923年加入中國國畫學研究會，1927年參加湖社，曾任副縂幹事。此後還曾在國立北平藝術專科學校、輔仁大學教書。
1922年，應本笃十五世《夫至大》通谕，刚恒毅成爲宗座驻华代表。後來他與陈缘督結識，1932年降臨節陈缘督接受其洗禮，皈依天主教。陈缘督在1933年成爲辅仁大学艺术系教授後，于1935年在上海舉辦辅仁大学基督宗教绘画艺术展。在辅仁大学时还曾与溥雪斋编纂《辅仁画训》。但后来他与秦仲文和李智超反对徐悲鸿的西式教学方法，因而辞职。1949年后先后在北京艺术师范学院、中央工艺美术学院教书，也是北京中国画院的院外画师。这一时期绘制过许多歌颂新中国的作品，还给连环画《西游记·高老庄》、《水滸傳》等绘制插图。1952年与溥雪斋、叶恭绰、胡佩衡、秦仲文、吴镜汀、徐燕荪、吴光宇合绘《篙岳图》，送给毛泽东。后因在文革中受到迫害而上吊自杀。